# Скугарев, Вадим Константинович
Вади́м Константи́нович Ску́гарев (30 апреля 1928, Киев — 17 января 1987, Киев) — советский архитектор, автор более 30 реализованных проектов.

## Биография
Родился 30 апреля 1928 года в Киеве в семье инженера Скугарева Константина Ивановича и преподавательницы немецкого языка Анастасии Николаевны Скугаревой-Щелковской. Детство Вадима Скугарева прошло на Трухановом острове, где до войны жили его родители.
В 1946 году семья Скугаревых переехала на Андреевский спуск. В 1951 году окончил архитектурный факультет Киевского инженерно-строительного института, был учеником Иосифа Юльевича Каракиса.
По окончании института работал научным сотрудником в Киевском научно-исследовательском и проектном институте градостроительства Госстроя УССР. Был одним из авторов проекта станции Московского метрополитена «Киевская кольцевая», за что был представлен к Сталинской премии. С его именем связано также строительство станции «Вокзальная» Киевского метрополитена. Проектировал жилые и общественные здания, сельские гидроэлектростанции, а также малые архитектурные формы в городах и сёлах Украины и России.
В 1961 году защитил кандидатскую диссертацию. В том же году вступил в брак с журналисткой Ольгой Леонидовной Гарицкой. В 1962 году родилась дочь Марина. В 1966 году утверждён в учёном звании старшего научного сотрудника по специальности «архитектура».
В 1969 году был приглашён на преподавательскую работу в Дагестанский государственный университет в Махачкалу. С 1973 года занимал должность заведующего кафедрой декоративно-прикладного искусства художественно-графического факультета в Дагестанском государственном педагогическом институте.
В 1985 году возвратился в Киев. Скончался 17 января 1987 года в Киеве.

## Проекты

### Реализованные проекты[2]
- Станция метро «Киевская»-кольцевая (арх. станции Е. И. Катонин, В. К. Скугарев, Г. Е. Голубев; арх. вестибюля И. Г. Таранов, Г. С. Тосунов; худ. мозаики А. В. Мызин, Г. И. Опрышко, А. Г. Иванов), Москва (1951—1953)[3];
- Жилой дом по Московской улице, 5/2 (соавтор), Киев (1952—1953);
- Административное знание по улице Свердлова, 8 (соавтор), Киев (1952—1954);
- Межколхозная гидроэлектростанция на реке Мурафа, с. Била, Винницкая область, УССР (1958—1959);
- Межколхозная гидроэлектростанция на реке Аксай, Казахская ССР (1959—1960);
- Станция метро «Вокзальная» (арх. Е. И. Катонин, В. И. Ежов, В. К. Скугарев, И. Г. Шемсединов; худ. А. В. Мызин), Киев, 1960[4];
- Архитектурный проект памятника Богдану Хмельницкому, Кривой Рог, УССР (1960);
- Дворец культуры медеэлектролитного комбината, Верхняя Пышма, Свердловская область, РСФСР (1961);
- Автопавильоны на магистралях (12 объектов), Киев (1961—1965);
- Речной вокзал (интерьеры), Киев (1962—1964);
- Проект комплексного внешнего благоустройства, Актюбинск, Казахская ССР (1962—1965);
- Гайворонская гидроэлектростанция на реке Южный Буг, Гайворон, Кировоградская область, УССР (1963—1967);
- Проект комплексного внешнего благоустройства, Жданов (Мариуполь), УССР (1964—1967);
- Знак въезда в Киев со стороны Москвы, Киев (1966);
- Автопавильоны на магистралях (16 объектов по 4 повторно применяемым проектам), Киев (1966—1967);
- Проект комплексного внешнего благоустройства, Мукачево, Закарпатская область, УССР (1966—1969);
- Проект места отдыха в среде городской застройки с малыми архитектурными формами, ВДНХ УССР (серебряная медаль на ВДНХ СССР), Киев (1968);
- Арка въезда в город Братск со стороны аэропорта, Иркутская область, РСФСР (1969);
- Турбаза «Терменлик» на 300 мест в урочище Чунгескен, Буйнакский район, Дагестанская АССР (1969—1974)[5];
- Проект реконструкции здания детского сада «Орлёнок» с решением интерьеров и благоустройства территории, Махачкала, Дагестанская АССР. 1970—1971;
- Здание планетария Дагестанского государственного университета (совместно с конструктором Г. Аминтаевым; при участии студентов Д. Аминтаева, В. Измайлова, О. Востровой; выполнение скульптурных работ совместно с группой студентов 2-го курса инженерно-строительного факультета ДГУ), Махачкала, Дагестанская АССР. 1970—1971[5][6][7];
- Сквер в честь героев Гражданской войны, Дербент, Дагестанская АССР. 1971—1972[8];
- Знак въезда в селение Карабудахкент с выполнением скульптурных работ (совместно с З. Р. Рабадановым), Карабудахкентский район, Дагестанская АССР. 1971—1972[5];
- Родник в селении Карабудахкент, Дагестанская АССР (1972);
- Проект реконструкции фасадов и интерьеров здания Дворца культуры в селении Кокрек с выполнением скульптурных работ (совместно с З. Р. Рабадановым), Хасавюртовский район, Дагестанская АССР (1972—1973)[5];
- Реконструкция фасадов административного корпуса турбазы с выполнением скульптурных работ (совместно с З. Р. Рабадановым, при участии Ш. Шапиева), Дербент, Дагестанская АССР (1974—1976);
- Монументально-декоративная композиция из дерева на стене холла 2-го этажа в здании межшкольного комбината (В. К. Скугарев, З. Р. Рабаданов, О. Омаров, Г. Омаров, Э. Коренков), Махачкала, Дагестанская АССР (1975);
- Кафе «Балхар» (В. К. Скугарев, З. Р. Рабаданов), Махачкала, Дагестанская АССР[5];
- Дом культуры в селении Чиркей, Буйнакский район, Дагестанская АССР[5];
- Проект реконструкции фасадов и интерьеров Дворца культуры в селе Нестеровка, Сунженский район, Чечено-Ингушская АССР. (1977—1979);
- Проект реконструкции здания школы № 6 (в соавторстве [?]), Махачкала, Дагестанская АССР (1978);
- Проект летнего кинотеатра в городском парке (в соавторстве [?]), Махачкала, Дагестанская АССР (1977—1982);
- Проект планировки сквера с малыми архитектурными формами (в соавторстве с архитектором Х. Кутиевым), Буйнакск, Дагестанская АССР (1978—1980);
- Проект решения главного входа в Дагестанский государственный педагогический институт с малыми архитектурными формами, Махачкала, Дагестанская АССР (1977—1978).

### Нереализованные проекты[2]
- Проект триумфальной арки в честь Воссоединения Украины с Россией (300 лет) в Киеве (проект под девизом «Народам-богатырям»), Академия архитектуры УССР, группа профессора В. Заболотного: архитекторы: В. Георгиева, В. Ежов, В. Зарецкий, В. Савченко, В. Скугарев; скульпторы: Н. Гаркуша, И. Коломиец. И. Першудчев. — 1-я премия. — Начало строительства 1954—1955 (строительство остановлено)[9];
- Проект монумента в честь воссоединения Украины с Россией в Переяславе-Хмельницком, УССР (Академия архитектуры УССР, соавторы (?)). — 1-я премия. — 1954—1955;
- Проект памятника героям-краснодонцам у шурфа шахты № 5, Краснодон, Луганская область, УССР (разделены 1-я и 2-я премия) (1966);
- Заказной конкурсный проект монументального комплекса «Бабий яр» (закрытый конкурс), Киев (1967);
- Проект реконструкции парка имени Ленинского комсомола, Махачкала, Дагестанская АССР (1970).

## Публикации
- Скугарев В. К. Габариты сельских ГЭС // Строительство и архитектура. — 1958. — № 2.
- Скугарев В. К. Больше внимания архитектуре сельских ГЭС // Бюллетень строительной техники. — 1958. — № 1.
- Скугарев В. К. Архитектура автопавильонов из сборного железобетона // Архитектура СССР. — 1958. — № 2.
- Скугарев В. К. Повышение архитектурно-строительных качеств сельских ГЭС // Сільське будівництво. — 1959. — № 1.
- Дёмин Н. М., Скугарев В. К. Формирование архитектурно-художественного облика города // Строительство и архитектура. — 1963. — № 4.
- Дёмин Н. М., Скугарев В. К. Новые павильоны на магистралях города Киева // Коммунальное хозяйство. — 1964. — № 1.
- Скугарев В. К. Ворота міста // Городское хозяйство Украины. — 1964. — № 2.
- Скугарев В. К., Дёмин Н. М., Аполлонов И. Г. Шефская работа // Строительство и архитектура. — 1962. — № 9.
- Скугарев В. К. Для благоустройства городов // Строительство и архитектура. — 1965. — № 2.
- Скугарев В. К. Новые типы остановок городского транспорта // Міське господарство України. — 1965. — № 4.
- Скугарев В. К. Малые архитектурные формы во внешнем благоустройстве городов // Архитектура СССР. — 1967. — № 8.
- Скугарев В. К., Коберник В. П. Местные строительные материалы в архитектуре малых форм // Наука и техника в городском хозяйстве. — 1966. — № 4.
- Скугарев В., Лазаревский Д. По городам Румынии и Болгарии // Городское хозяйство Украины. — 1967. — № 2.
- Скугарев В., Соколов В., Шкляр А. Благоустройство и озеленение городов // Строительство и архитектура. — 1968. — № 2.
- Скугарев В. К. Щоб гарно було в наших селах // Сельское строительство. — 1968. — № 6.
- Скугарев В. К. Малые архитектурные формы (альбом). — Киев: Будівельник, 1968.
- Скугарев В. К. Художественная керамика во внешнем благоустройстве городов // Сборник научных сообщений по строительству и архитектуре ДГУ. — 1969. — № 4.
- Скугарев В. К. Применение естественного камня как декоративного материала во внешнем благоустройстве городов // Сборник научных сообщений по строительству и архитектуре ДГУ. — 1969. — № 4.
- Скугарев В., Алиев Л. Использование стандартных строительных элементов в благоустройстве населённых мест // Сборник научных сообщений по строительству и архитектуре. — 1971. — № 5.
- Скугарев В. К. Малые архитектурные формы (альбом). — 2-е изд., перераб. — Киев: Будівельник, 1971.
- Скугарев В. К. Дерево как материал для малых архитектурных форм // Сборник научных сообщений по строительству и архитектуре. — 1972. — № 5.
- Скугарев В. К. От пластической формы в природе к декоративной скульптуре в благоустройстве населённых мест // Сборник научных сообщений по строительству и архитектуре. — 1973. — № 6.
- Скугарев В. К. Малые архитектурные формы в народном зодчестве Дагестана (родники) // Сборник научных трудов (материалы XXXV научно-студенческой конференции МАрхИ). — М., 1973.
- Скугарев В. К. Малые архитектурные формы в народном зодчестве Дагестана // Сборник научных сообщений по строительству и архитектуре. — 1973. — № 6.
- Скугарев В. К. Зодчество Дагестана: рецензия к сборнику статей // Советский Дагестан. — 1976. — № 6.
- Скугарев В. К. Архитектурные формы родников в народном зодчестве Дагестана // Традиции и современность. Сборник статей. — 1977.
- Скугарев В. К. Синтез монументально-декоративного искусства и архитектуры Дагестана // Народное декоративно-прикладное искусство Дагестана и современность. Сборник научных трудов Института языка, литературы и искусства Дагестанского научного центра РАН. — 1979.
- Скугарев В. К. Малые архитектурные формы в народном зодчестве Дагестана (родники, мечети) // Энциклопедический словарь. — Махачкала, 1981.

## Выставки
- Персональная выставка, Дом архитектора, Москва, 1971;
- Советский Юг, 4-я зональная художественная выставка, Орджоникидзе, 1974;
- Советский Юг, 5-я зональная художественная выставка, Махачкала, 1979;
- Республиканская художественная выставка, посвящённая 60-летию Дагестанской АССР, выставочный зал Союза художников, Махачкала, 1981;
- Республиканская художественная выставка, посвящённая 60-летию СССР, выставочный зал Союза художников, Махачкала, 1982;
- Персональная выставка, выставочный зал Союза художников, Махачкала, 1983;
- Выставка акварелей Вадима Скугарева, Дом архитектора, Киев, 1998.

## Коллекции
- Дагестанский музей изобразительных искусств имени Патимат Гамзатовой;
- Дагестанский государственный объединённый исторический и архитектурный музей.

## Награды
- Серебряная медаль ВДНХ (1968);
- Республиканская Государственная премия имени Гамзата Цадасы (1972) — за архитектурное и скульптурное решение здания планетария Дагестанского государственного университета.

## Цитаты
По словам В. Ежова (главный архитектор Киева 1981—1987): 

Талантливый архитектор, художник-акварелист, рисовальщик; в целом очень колоритная открытая натура. Из-под его руки выходили изящные, тонко нарисованные акварели…
Академик архитектуры Игорь Безчастнов в беседе при рецензировании книги «Архитектор Иосиф Каракис» высказался следующим образом: 

Скугарева я считаю одним из самых крупных акварелистов, архитекторов-художников. Редкие люди могли называться архитекторами-художниками: Скугарев, Юрий Химич, Ежов… Скугарев — большой крупный человек, очень сильный, могучий (мог ходить на руках) и в то же время мог справиться с удивительными миниатюрными работами…
По словам Ирмы Каракис: 

Скугарев был блестящий акварелист. В годы учёбы в институте В. Скугарев и Ю. Химич ярко выделялись среди студентов того времени».